# 白體蛇綿鳚
白體蛇綿鳚，為輻鰭魚綱鱸形目绵鳚亞目绵鳚科的其中一種，分布於西北太平洋區，包括千島群島、堪察加半島海域，屬深海底棲性魚類，棲息深度在水深3960至4070公尺，體長可達18.4公分。

## 扩展阅读
維基物種上的相關：白體蛇綿鳚